# Fraunhofer-Institut für Arbeitswirtschaft und Organisation
Das Fraunhofer-Institut für Arbeitswirtschaft und Organisation IAO (Fraunhofer IAO) ist eine Einrichtung der Fraunhofer-Gesellschaft und hat seinen Sitz in Stuttgart. Die Aktivitäten sind der angewandten Forschung und Entwicklung in den Fächern Ingenieurwissenschaft, Informatik, Wirtschaftswissenschaft und Sozialwissenschaft zuzuordnen.

## Geschichte
In der Hauptabteilung „Arbeit und Organisation“ des Fraunhofer-Instituts für Produktionstechnik und Automatisierung IPA wurden Mitte der 1970er Jahre erste Projekte zum Thema Arbeitsstrukturierung in der Produktion und Mitarbeiterqualifizierung durchgeführt. Aus dieser Hauptabteilung ist 1981 unter der Leitung von Hans-Jörg Bullinger das Fraunhofer IAO mit 54 fest angestellten Mitarbeitenden und einem Finanzvolumen von 6,4 Mio. DM entstanden.

### Meilensteine
- 1981: Gründung des Fraunhofer IAO
- 1987: Bezug des Neubaus im Institutszentrum Stuttgart. Das Institutszentrum Stuttgart ist das zweitgrößte Forschungszentrum der Fraunhofer-Gesellschaft in Deutschland und umfasst fünf Institute.
- 1996: Bezug eines weiteren Gebäudes im Institutszentrum Stuttgart.
- 1991: Gründung des Instituts für Arbeitswissenschaft und Technologiemanagement (IAT) an der Universität Stuttgart.
- 2012: Eröffnung des Instituts-Neubaus „Zentrum für Virtuelles Engineering ZVE“.

Seit der Gründung des Instituts sind über 35 Spin-offs durch ehemalige Mitarbeiter des Instituts mit mehr als 600 Arbeitsplätzen entstanden.

### Institutsleitung
1981 wurde Hans-Jörg Bullinger nach der Gründung des Fraunhofer IAO zu dessen Institutsleiter berufen und übernahm an der Universität Stuttgart den Lehrstuhl für Arbeitswissenschaft. Zu Beginn des Jahres 1991 übernahm er zusätzlich die Leitung des an der Universität Stuttgart neu eingerichteten Instituts für Arbeitswissenschaft und Technologiemanagement IAT. Von 2002 bis 2012 war er Präsident der Fraunhofer-Gesellschaft und gab die Leitung des Instituts 2002 ab.
Von 2002 bis 2013 leitete Dieter Spath das Fraunhofer IAO und das Institut für Arbeitswissenschaft und Technologiemanagement (IAT) der Universität Stuttgart in Personalunion.
Von Oktober 2013 bis Oktober 2016 übernahm Wilhelm Bauer die kommissarische Leitung des Fraunhofer IAO sowie des kooperierenden IAT der Universität Stuttgart.
2016 kehrte Dieter Spath nach drei Jahren als Vorstandsvorsitzender bei der Wittenstein AG an das Fraunhofer IAO zurück. Ab dem 1. Oktober 2016 bildete er gemeinsam mit Wilhelm Bauer (geschäftsführend) und Anette Weisbecker (stellvertretend) die Institutsleitung. Damit verbunden übernahm Dieter Spath auch wieder die Leitung des kooperierenden IAT der Universität Stuttgart.
Am 1. Juli 2018 wurde die Institutsleitung um Oliver Riedel erweitert. Mit dem Forschungsschwerpunkt Digitale Produktentstehung verstärkt er die bisherige Dreierspitze aus Wilhelm Bauer, Dieter Spath und Anette Weisbecker mit 25 Jahren Forschungs- und Industrieerfahrung im Umfeld der Produktentstehung und Product Lifecycle Management.
Am 1. Mai 2021 erweiterte Florian Herrmann, langjähriger Leiter des Forschungsbereichs »Mobilitäts- und Innovationssysteme«, als jüngstes Mitglied die Institutsleitung des Fraunhofer IAO. Dieter Spath ging im Oktober 2021 in Rente.
Zum 1. April 2022 trat Katharina Hölzle ihr Amt als neues Mitglied der Institutsleitung am Fraunhofer IAO sowie als Leiterin des Instituts für Arbeitswissenschaft und Technologiemanagement der Universität Stuttgart an.
Seit dem 1. Januar 2024 sind Steffen Braun, vormals Leiter des Forschungsbereichs »Stadtsystem-Gestaltung«, und Rainer Nägele, vormals Leiter des Forschungsbereichs »Dienstleistungs- und Personalmanagement«, stellvertretende Institutsleiter. Sie rücken damit für Anette Weisbecker, die am 1. Juni 2023 in die aktive Zeit ihrer Altersteilzeit eingestiegen ist, und Florian Hermann nach, der zum 1. Januar 2024 sein Amt als stellvertretender Institutsleiter abgelegt hat.
Zum 1. Januar 2025 übernahm Katharina Hölzle das Amt der geschäftsführenden Institutsleiterin des Fraunhofer IAO von Oliver Riedel, der weiterhin gemeinsam mit Wilhelm Bauer Institutsleiter des Fraunhofer IAO ist.
Die aktuelle Institutsleitung des Fraunhofer IAO bilden Wilhelm Bauer, Katharina Hölzle, Oliver Riedel, Steffen Braun (stellvertretend) und Rainer Nägele (stellvertretend).

## Forschung und Entwicklung
Das Fraunhofer IAO beschäftigt sich mit der Bearbeitung aktueller Fragen des Technologie- und Innovationsmanagements, z. B. innovative Produkt- und Dienstleistungsentwicklungen, Softwaretechnologien, die Optimierung von Geschäftsprozessen sowie der Erfahrungs- und Erkenntnisaustausch zwischen Forschung und Praxis.
Es werden strategisch ausgerichtete Forschungs- und Entwicklungsvorhaben zur Stärkung der Know-how-Basis und Innovationskraft bearbeitet. Die Entwicklung innovativer Produkte und Dienstleistungen ist ein wesentlicher Arbeitsschwerpunkt des Instituts und wird als ein ganzheitlicher Systemansatz verstanden, in den Fragestellungen des Technologie- und Innovationsmanagements, der Kooperation in virtuellen Unternehmensstrukturen, des Kundenmanagements, des Produktdesigns, der IuK-Unterstützung und des New Work Development einfließen.

### Wichtige Arbeitsschwerpunkte
- Ganzheitliche Konzepte für Arbeitsgestaltung sowie für
- Organisations- und Unternehmenskulturen
- Zukunftsweisende Interaktion zwischen Mensch und Technik, u. a. durch kognitive Neurowissenschaft
- Digitalisierung und zukunftsfähige IT-Lösungen
- Entwicklung und Umsetzung von Innovations- und Technologiestrategien
- Einsatz virtueller und erweiterter Realität
- Kognitive Systeme, künstliche Intelligenz und Quantencomputing
- Nachhaltige Lösungen für die Mobilität der Zukunft
- Systeminnovationen für lebenswerte und wandlungsfähige Städte

Entsprechend der anwendungsorientierten Ausrichtung des Instituts werden Projekte in Zusammenarbeit mit großen Unternehmen, KMU, Institutionen und Einrichtungen der öffentlichen Hand in konkreten Anwendungsfällen durchgeführt. Das Institut plant und begleitet den Technologieeinsatz im Gesamtunternehmen, in Forschungsbereichen und in Einzelprojekten.

### Forschungsbereiche
- Organisationsentwicklung und Arbeitsgestaltung[10]
- Mensch-Technik-Interaktion[11]
- Digital Business[12]
- Cognitive Engineering and Production[13]
- Stadtsystem-Gestaltung[14]
- Mobilitäts- und Innovationssysteme[15]
- Smart Energy and Mobility Solutions
- Kognitive Dienstleistungssysteme[16]
- Responsible Research and Innovation[17]

## Kooperationen, Außenstellen und Verbünde

### Fraunhofer-Verbünde
Der Fraunhofer-Verbund Innovationsforschung wurde 2017 unter dem Vorsitz des Fraunhofer IAO gegründet. Zum 1. Juli 2023 hat Jakob Edler, geschäftsführender Institutsleiter des Fraunhofer ISI in Karlsruhe, den Vorsitz des Fraunhofer-Verbunds Innovationsforschung übernommen. Edler folgt auf Wilhelm Bauer, der Mitglied der Institutsleitung des Fraunhofer IAO in Stuttgart ist und dem Verbund seit dessen Gründung sechs Jahre lang vorstand. Katharina Hölzle ist seit Ende 2023 stellvertretende Verbundvorsitzende.
Mit einem eigenen Verbund für Innovationsforschung stärkt die Fraunhofer-Gesellschaft ihre Rolle im forschungs-, technologie- und innovationspolitischen Dialog mit Wirtschaft, Politik und Gesellschaft. Die Themenbereiche des Verbunds: Gestaltung von Innovationssystemen, Sozio-ökonomische Dimension der Technikentwicklung, Strategische Forschungsplanung und Foresight, Systemoptimierung Mensch-Organisation-Technik, Technologie- und Innovationsmanagement, Technologievorausschau, Transfer und Verwertung von Forschungsergebnissen.
Das Institut ist zudem Gast im Fraunhofer-Verbund Informations- und Kommunikationstechnik (IUK). Dieser ist der größte europäische Forschungsverbund für Informations- und Kommunikationstechnik, in ihm werden die Kompetenzen von 15 Fraunhofer-Instituten gebündelt, die Vernetzung ermöglicht gezielte, branchenspezifische und ganzheitliche Lösungen aus der anwendungsorientierten Forschung: maßgeschneiderte IT-Lösungen, kompetente Technologieberatung sowie Vorlaufforschung für neue Produkte und Dienstleistungen.

### Grundlagenforschung
Im universitären Bereich besteht eine Kooperationsvereinbarung mit dem Institut für Arbeitswissenschaft und Technologiemanagement IAT der Universität Stuttgart, die den Grundlagenforschungsbedarf des Fraunhofer IAO abdeckt. Dies wird durch die Doppelfunktion der Institutsleitung (zugleich Leitung des Fachgebiets) begünstigt.

### Standorte
Gefördert durch die Dieter-Schwarz-Stiftung wurde 2019 in Heilbronn das „Forschungs- und Innovationszentrum für Kognitive Dienstleistungssysteme (KODIS)“ ins Leben gerufen, um Forschungsfragen zur Künstlichen Intelligenz in einen direkten Anwendungsbezug zu kundenorientierten Dienstleistungsangeboten zu stellen. Im Dezember 2024 gab die Fraunhofer-Gesellschaft bekannt, ihre bisherigen Aktivitäten in Heilbronn, die das Fraunhofer IAO federführend initiiert und vorangetrieben hat, mithilfe der Förderung der Dieter Schwarz Stiftung deutlich auszubauen. Ab 2025 werden insgesamt acht Forschungs- und Innovationszentren (FIZ) wichtige Impulse für Innovationen in Deutschland setzen und Kooperationsangebote für die Wirtschaft schaffen. Insgesamt werden acht Fraunhofer Heilbronn Forschungs- und Innovationszentren – kurz: Fraunhofer HNFIZ – in Heilbronn forschen. Das Fraunhofer IAO ist in drei FIZ federführend (Kognitive Dienstleistungssysteme, Future Skills, Anwendungsorientierte Quanten-KI) und in drei weiteren FIZ als Forschungspartner (Hybride Künstliche Intelligenz, Transformation und Governance, KI-basierte Robotik) beteiligt. An den Fraunhofer HNFIZ sind neben dem Fraunhofer IAO auch das Fraunhofer-Institut für System- und Innovationsforschung ISI, das Fraunhofer-Informationszentrum Raum und Bau IRB, das Fraunhofer-Institut für Intelligente Informations- und Analysesysteme IAIS, das Fraunhofer-Institut für Sichere Informationstechnologie SIT mit dem Zentrum ATHENE sowie das Fraunhofer-Institut für Produktionstechnik und Automatisierung IPA beteiligt.
Seit 2022 werden im Pionier:HUB im Werksviertel-Mitte München innovative und zukunftsorientierte Projekte wissenschaftlich begleitet und bei der konzeptionellen Umsetzung unterstützt. Mit Hilfe von Wirkungs- und Akzeptanzanalysen können u. a. Skalierungs- und Replikationsprozesse im urbanen Raum optimiert werden. Ziel ist es, langfristig durch die generierten wissenschaftlichen Erkenntnisse die klimaneutrale Quartiers- und Stadtentwicklung voranzutreiben.
Seit 2014 befasst sich die Außenstelle „Center for Responsible Research and Innovation CeRRI“ in Berlin mit neuen Herangehensweisen und Methoden, um Zukunftsthemen sowie Forschungs- und Projektvorhaben von Anfang an auf gesellschaftliche Anforderungen zu fokussieren. Ziel ist die Entwicklung gesellschaftlich akzeptierter, innovativer Technologien, Produkte, Dienstleistungen, Modelle und Strategien.
2012 hat das Institut mit der Hochschule Esslingen das Fraunhofer-Anwendungszentrum „KEIM – Kompetenzzentrum für energetische und informationstechnische Mobilitätsschnittstellen“ aufgebaut. Hier erforschen und entwickeln Wissenschaftler und Studierende der Hochschule Hard- und Software für intelligente Verkehrssysteme.
Im Jahr 2009 wurde das Fraunhofer Innovation Engineering Centers IEC in Bozen, Südtirol, gegründet; mit der Freien Universität Bozen und dem Unternehmerverband Südtirol bearbeitet das Institut Projekte mit der mittelständischen Industrie aus der Region.

## Infrastruktur

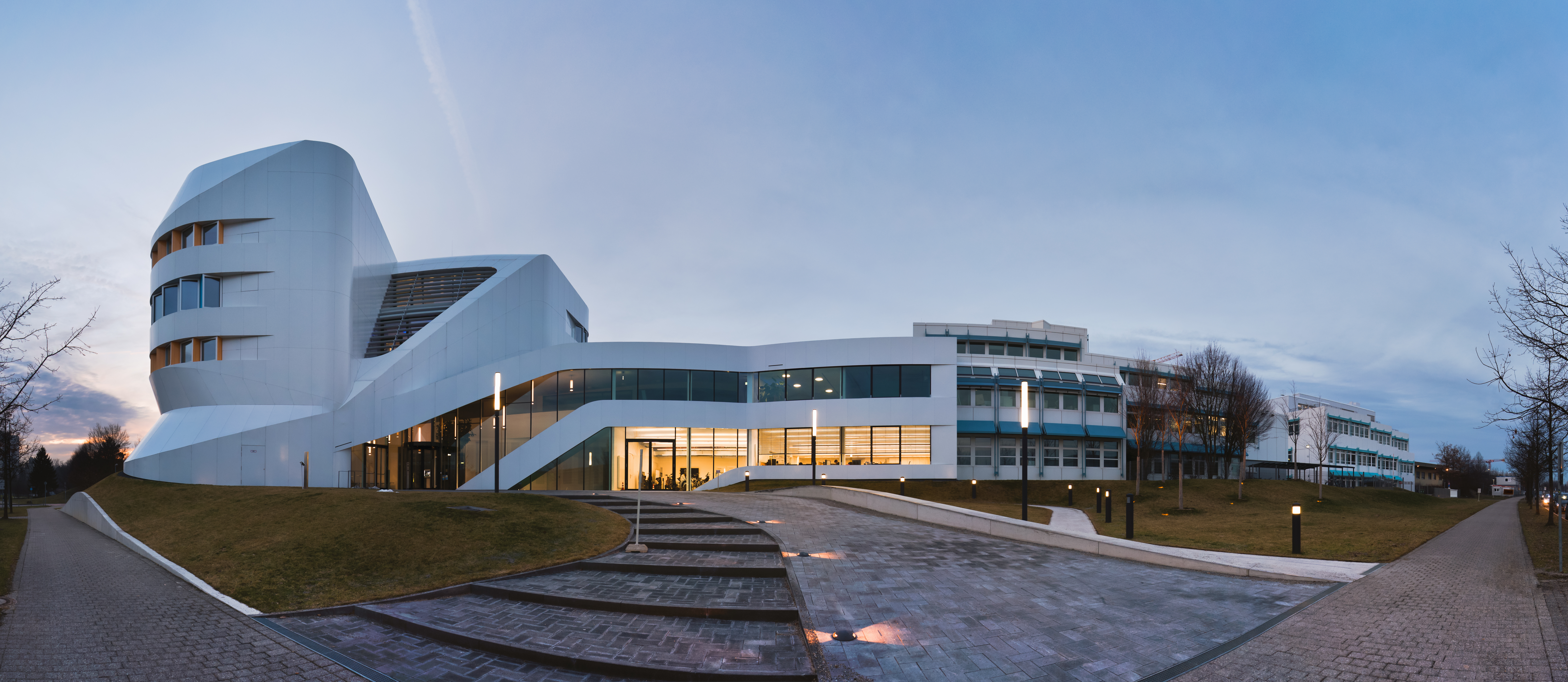
Zentrum für Virtuelles Engineering in Stuttgart-Vaihingen.

Am Fraunhofer IAO sind insgesamt rund 690 Personen beschäftigt, den größten Anteil daran machen Wissenschaftliche Mitarbeiter aus, vorwiegend Ingenieure, Informatiker, Wirtschafts- und Sozialwissenschaftler. Hinzu kommen Gastwissenschaftler, Verwaltungsmitarbeitende, Auszubildende und etwa 212 Wissenschaftliche Hilfskräfte. Etwa 130 Mitarbeitende sind am Partnerinstitut IAT der Universität Stuttgart angestellt, rund 40 davon sind wissenschaftliche Hilfskräfte.
Der Gesamthaushalt des Fraunhofer IAO stieg im Jahr 2024 im Vergleich zum Vorjahr um 4,6 Mio. € auf 54,9 Mio. €. Davon wurden 42,9 Mio. € in Form von eigenen Erträgen erwirtschaftet.
Rund 70 % der Vertragsforschung erwirtschaftet das Fraunhofer IAO mit Aufträgen aus der Industrie und durch öffentlich finanzierte Forschungsprojekte. Der Rest wird von Bund und Ländern beigesteuert, auch um damit den Instituten die Möglichkeit zu geben, Vorlaufforschung zu betreiben.
Zur Bearbeitung der Forschungsaufträge stehen mehr als 15.000 m² moderner Büros, Labore und Demonstrationszentren zur Verfügung. Dazu gehört auch das Zentrum für Virtuelles Engineering ZVE, das im Juni 2012 eröffnet wurde. Dabei dienen nicht nur die Labore des ZVE der Forschung durch Virtual-Reality-Simulationen, im gesamten Gebäude werden neue Arbeitsweltkonzepte im Büroalltag gelebt und getestet.

## Ehemalige Mitarbeiter
- Klaus Kornwachs
- Michael Macht
- Joachim Niemeier
- Thorsten Riemke-Gurzki

## Weiteres
Seit 2023 veröffentlicht das Fraunhofer IAO in Kooperation mit dem Institut für Arbeitswissenschaft und Technologiemanagement IAT der Universität Stuttgart zweimal im Jahr das Magazin »FORWARD. In diesem wird über innovative Projekte, Initiativen und Köpfe rund um die angewandte Forschung zur Zukunft der Arbeit in der digitalen Transformation berichtet. Anhand von Reportagen, Features und Interviews wird aufgezeigt, wie neue Technologien im Dreieck Mensch-Technik-Organisation von der Forschung in die Anwendung kommen. Im Fokus steht jeweils ein Schwerpunktthema aus dem breiten Forschungsspektrum des Instituts rund um Innovations- und Technologiestrategien – von der Unternehmenskultur, über die vernetzte Produktion bis hin zum Einsatz Künstlicher Intelligenz. 
Bisherige Ausgaben: 
»FORWARD 1/23 – im Fokus: Innovation in Ökosystemen
»FORWARD 2/23 – im Fokus: Wandel durch Datenökonomie
»FORWARD 1/24 – im Fokus: KI in der Arbeitswelt
»FORWARD 2/24 – im Fokus: Arbeitswissenschaft